# Kalotermitidae
Kalotermitidae zijn een familie van insecten die behoort tot de orde termieten (Isoptera).

## Naam en indeling
De wetenschappelijke naam van de groep werd voor het eerst voorgesteld door Walter Wilson Froggatt in 1897. De familienaam Kalotermitidae is afgeleid van de geslachtsnaam Kalotermes die op zijn beurt is afgeleid van het Griekse 'kalos-termes', dat vrij vertaald 'mooie termiet' betekent.
Er zijn 475 soorten die verdeeld worden in 23 geslachten.

## Algemeen
Alle soorten leven in dood hout en maken geen nesten in de bodem. De vertegenwoordigers van deze familie staan bekend als vrij primitief in vergelijking met andere groepen van termieten. Ze komen wereldwijd voor in drogere gebieden in de tropen. 